# Conseil économique, social et environnemental régional
Ne doit pas être confondu avec Conseil économique, social et environnemental.
Pour les articles homonymes, voir CES, CESER et Conseil économique et social.
En France, un conseil économique, social et environnemental régional (CESER) est l’institution consultative présente dans chaque région et collectivité territoriale assimilée.
Connu comme conseil économique et social régional (CESR) avant la loi du 12 juillet 2010 portant engagement national pour l’environnement, dite « loi Grenelle II », il représente les « forces vives » des collectivités de type régional. Ses membres sont chargés de donner des avis sur certaines questions touchant aux compétences des conseils régionaux et des assemblées délibérantes assimilées.

## Historique
Sous le gouvernement de Pierre Mendès France, après l’adoption de la loi du 14 août 1954 autorisant le Gouvernement à mettre en œuvre un programme d’équilibre financier, d’expansion économique et de progrès social, un décret du 11 décembre 1954 permet la création de comités d’expansion économique (CEE) dont le ressort est essentiellement lié à la région économique ou bien interdépartemental voire départemental selon les considérations locales. Consultés sur les « mesures destinées à mettre au point le développement économique local dans le cadre de la politique générale du Gouvernement », le comité se constitue de représentants qualifiés, et de représentants d’organismes, dirigés par un président.
Alors qu’un décret du 2 juin 1960 fait coïncider les limites des régions économiques avec celles des circonscriptions d’action régionale, un autre, du 14 mars 1964, institue les commissions de développement économique régional (CODER). Chaque commission, dont le nombre de membres est compris entre 20 et 49, s’articule autour de trois catégories de représentants désignés pour 5 ans : un collège d’élus locaux (au moins un quart des sièges), un collège de personnalités désignées par les organismes (au moins la moitié des sièges) et un collège de personnalités désignées par arrêtés du premier ministre.
Avec la création des régions dans chaque circonscription d’action régionale, les comités économiques et sociaux régionaux (CESR) sont introduits dans le droit par la loi du 5 juillet 1972 comme organe consultatif de la collectivité chargé de donner des avis sur des sujets de compétence régionale ou bien à la demande du conseil régional à compter du 1er octobre 1973. Ses membres, qui sont désignés selon des modalités fixées par décret pris en Conseil d’État, représentent des « organismes et activités à caractère économique, social, professionnel, familial, éducatif, scientifique, culturel et sportif ».
Ils deviennent, à l’occasion de la loi d’orientation du 6 février 1992 relative à l’administration territoriale de la République, les conseils économiques et sociaux régionaux (CESR), puis les conseils économiques, sociaux et environnementaux régionaux (CESER) après la loi du 12 juillet 2010 portant engagement national pour l’environnement.
Dans l’Outre-mer, un bicaméralisme consultatif est mis en place au début des années 1980 : des comités de la culture, de l’éducation et de l’environnement (CCEE) sont créés en plus des CESR dans les régions de la Guadeloupe, de la Guyane, de la Martinique et de la Réunion. Ces comités sont transformés en conseils de la culture, de l’éducation et de l’environnement (CCEE) par la loi du 4 janvier 1993 portant dispositions diverses relatives aux départements d’outre-mer, aux territoires d’outre-mer et aux collectivités territoriales de Mayotte et de Saint-Pierre-et-Miquelon.

## Adaptations hors France métropolitaine
En dehors de l’espace métropolitain continental, il est adapté sous différents noms dans les collectivités spéciales de la République.
Le conseil économique, social et environnemental régional prend : 
- dans la collectivité de Corse le nom de conseil économique, social, environnemental et culturel (CESEC) ;
- dans les collectivités d’outre-mer de la Polynésie française et de Saint-Martin le nom de conseil économique, social et culturel (CESC) ;
- dans la collectivité de la Nouvelle-Calédonie le nom de conseil, économique, social et environnemental (CESE) ;
- dans la collectivité d’outre-mer de Wallis-et-Futuna le nom de comité consultatif, social et économique (CCSE) ;
- dans la collectivité d’outre-mer de Saint-Barthélemy le nom de conseil économique, social, culturel et environnemental (CESCE) ;
- et dans les collectivités territoriales de Guyane et de Martinique (collectivités uniques) le nom de conseil économique, social, environnemental, de la culture et de l’éducation (CESECE).

Aussi, dans les départements et régions d’outre-mer (Guadeloupe, Mayotte et La Réunion), un conseil de la culture, de l’éducation et de l’environnement (CCEE) est adjoint au CESER.

## Conseils économiques, sociaux et environnementaux régionaux

### Liste des conseils économiques, sociaux et environnementaux régionaux actuels
| Entité régionale                                      | Chambre                                                                      | Type                                     | Sections | Effectif | Présidence                  | Entrée en fonction |
| ----------------------------------------------------- | ---------------------------------------------------------------------------- | ---------------------------------------- | -------- | -------- | --------------------------- | ------------------ |
| Région d’Auvergne-Rhône-Alpes                         | Conseil économique, social et environnemental                                | Monocaméral de droit commun              | Aucune   | 190      | Antoine Quadrini            | 11 janvier 2024    |
| Région de Bourgogne-Franche-Comté                     | Conseil économique, social et environnemental                                | Monocaméral de droit commun              | Aucune   | 110      | Elise Moreau                | 22 janvier 2024    |
| Région de Bretagne                                    | Conseil économique, social et environnemental                                | Monocaméral de droit commun              | Aucune   | 120      | Patrick Caré                | 11 janvier 2024    |
| Région du Centre-Val-de-Loire                         | Conseil économique, social et environnemental                                | Monocaméral de droit commun              | 2        | 100      | Pierre Allorant             | 22 janvier 2024    |
| Collectivité de Corse                                 | Conseil économique, social, environnemental et culturel                      | Monocaméral doté d’un statut particulier | 3        | 63       | Marie-Jeanne Nicoli         | 9 juillet 2020     |
| Région du Grand-Est                                   | Conseil économique, social et environnemental                                | Monocaméral de droit commun              | Aucune   | 180      | Marie-Claude Briet- Clémont | 25 janvier 2024    |
| Région de Guadeloupe                                  | Conseil économique, social et environnemental                                | Bicaméral doté d’un statut particulier   | Aucune   | 49       | Christophe Wachter          | 23 février 2018    |
| Région de Guadeloupe                                  | Conseil de la culture, de l’éducation et de l’environnement                  | Bicaméral doté d’un statut particulier   | Aucune   | 25       | Lucette Vairac              | 23 février 2018    |
| Collectivité territoriale de Guyane                   | Conseil économique, social, environnemental, de la culture et de l’éducation | Monocaméral doté d’un statut particulier | 2        | 41       | Ariane Fleurival            | 26 avril 2018      |
| Région des Hauts-de-France                            | Conseil économique, social et environnemental                                | Monocaméral de droit commun              | Aucune   | 170      | Laurent Degroote            | 11 janvier 2024    |
| Région d’Île-de-France                                | Conseil économique, social et environnemental                                | Monocaméral de droit commun              | Aucune   | 190      | Valérie Müller              | 5 février 2024     |
| Collectivité territoriale de Martinique               | Conseil économique, social, environnemental, de la culture et de l’éducation | Monocaméral doté d’un statut particulier | 2        | 68       | Eric Bellemare              | 18 mars 2024       |
| Département de Mayotte                                | Conseil économique, social et environnemental                                | Bicaméral doté d’un statut particulier   | Aucune   | 32       | Abdou Dahalani              | 19 mars 2024       |
| Département de Mayotte                                | Conseil de la culture, de l’éducation et de l’environnement                  | Bicaméral doté d’un statut particulier   | Aucune   | 22       | Mustoihi Mari               | 19 mars 2024       |
| Région de Normandie                                   | Conseil économique, social et environnemental                                | Monocaméral de droit commun              | Aucune   | 130      | Catherine Kersual           | 11 janvier 2024    |
| Région de Nouvelle-Aquitaine                          | Conseil économique, social et environnemental                                | Monocaméral de droit commun              | Aucune   | 180      | Yves Jean                   | 23 janvier 2024    |
| Nouvelle-Calédonie                                    | Conseil économique, social et environnemental                                | Monocaméral et spécifique                | Aucune   | 41       | Jean-Louis d'Anglebermes    | 28 décembre 2021   |
| Région d’Occitanie                                    | Conseil économique, social et environnemental                                | Monocaméral de droit commun              | Aucune   | 170      | Jean-Louis Chauzy           | 30 janvier 2024    |
| Région des Pays-de-la-Loire                           | Conseil économique, social et environnemental                                | Monocaméral de droit commun              | Aucune   | 120      | Marie-Thérèse Bonneau       | 30 janvier 2024    |
| Polynésie française                                   | Conseil économique, social et culturel                                       | Monocaméral et spécifique                | Aucune   | 48       | Voltina Roomataaroa-Dauphin | 4 octobre 2023     |
| Région de Provence-Alpes-Côte-d’Azur                  | Conseil économique, social et environnemental                                | Monocaméral de droit commun              | Aucune   | 140      | Marc Pouzet                 | 22 janvier 2024    |
| Région de la Réunion                                  | Conseil économique, social et environnemental                                | Bicaméral doté d’un statut particulier   | Aucune   | 55       | Dominique Vienne            | 5 février 2024     |
| Région de la Réunion                                  | Conseil de la culture, de l’éducation et de l’environnement                  | Bicaméral doté d’un statut particulier   | Aucune   | 31       | Roger Ramchetty             | 5 février 2024     |
| Collectivité de Saint-Barthélemy                      | Conseil économique, social, culturel et environnemental                      | Monocaméral doté d’un statut particulier | Aucune   | 15       | Pierre-Marie Majorel        | 21 mai 2014        |
| Collectivité de Saint-Martin                          | Conseil économique, social et culturel                                       | Monocaméral doté d’un statut particulier | Aucune   | 23       | Ida Zin-Ka-Ieu              | Juin 2023          |
| Collectivité territoriale de Saint-Pierre-et-Miquelon | Conseil économique, social et culturel                                       | Monocaméral doté d’un statut particulier | Aucune   | 20       | Véronique Perrin            | ?                  |

### Liste des anciens conseils économiques, sociaux et environnementaux régionaux
| Entité régionale                                    | Chambre                                                     | Période d’existence |
| --------------------------------------------------- | ----------------------------------------------------------- | ------------------- |
| Région d’Alsace                                     | Conseil économique, social et environnemental               | 1973-2015           |
| Région d’Aquitaine                                  | Conseil économique, social et environnemental               | 1973-2015           |
| Région d’Auvergne                                   | Conseil économique, social et environnemental               | 1973-2015           |
| Région de Basse-Normandie                           | Conseil économique, social et environnemental               | 1973-2015           |
| Région de Bourgogne                                 | Conseil économique, social et environnemental               | 1973-2015           |
| Région de Champagne-Ardenne                         | Conseil économique, social et environnemental               | 1973-2015           |
| Région de Franche-Comté                             | Conseil économique, social et environnemental               | 1973-2015           |
| Région puis collectivité territoriale de Guyane     | Conseil économique, social et environnemental               | 1973-2017           |
| Région puis collectivité territoriale de Guyane     | Conseil de la culture, de l’éducation et de l’environnement | 1983-2017           |
| Région de Haute-Normandie                           | Conseil économique, social et environnemental               | 1973-2015           |
| Région de Languedoc-Roussillon                      | Conseil économique, social et environnemental               | 1973-2015           |
| Région du Limousin                                  | Conseil économique, social et environnemental               | 1973-2015           |
| Région de Lorraine                                  | Conseil économique, social et environnemental               | 1973-2015           |
| Région puis collectivité territoriale de Martinique | Conseil économique, social et environnemental               | 1973-2017           |
| Région puis collectivité territoriale de Martinique | Conseil de la culture, de l’éducation et de l’environnement | 1983-2017           |
| Région de Midi-Pyrénées                             | Conseil économique, social et environnemental               | 1973-2015           |
| Région du Nord-Pas-de-Calais                        | Conseil économique, social et environnemental               | 1973-2015           |
| Région de Picardie                                  | Conseil économique, social et environnemental               | 1973-2015           |
| Région de Poitou-Charentes                          | Conseil économique, social et environnemental               | 1973-2015           |

## Rôle

### Mission consultative
Le CESER est obligatoirement consulté pour avis par le conseil régional :
- sur les rapports concernant la préparation et l’exécution du contrat de plan État-région (CPER) ;
- sur les différents actes budgétaires régionaux (orientations budgétaires, budget primitif, compte administratif et décisions budgétaires modificatives) ;
- et sur les schémas à moyen et long terme relatifs aux compétences de la région (schémas de formation professionnelle, d’aménagement du territoire , etc.).

Le CESER a seulement un rôle consultatif auprès des pouvoirs publics, ses avis ne sont en aucune manière contraignants pour les conseils régionaux (ce qui signifie que le conseil régional n’est pas tenu de suivre les propositions de l’assemblée consultative et reste seul habilité à décider).
Il rend des avis et réalise des études, soit de sa propre initiative, soit à la demande du conseil régional sur tout sujet relatif à l’un des domaines de compétences de la région.

### Mission de représentation de la société civile
Le CESER participe à l’activité de nombreux organismes ou associations de la région : il délègue des représentants permanents dans des commissions mixtes, des conseils d’administration ou d’autres formations équivalentes.

### Mission d’information
Le CESER organise périodiquement des rendez-vous dans les territoires pour partager le fruit de ses réflexions et engager le débat avec le public local.

## Composition
Le CESER est composé de membres nommés — et non pas élus — pour 6 ans par arrêté du préfet de région. La mandature actuelle court sur la période 2018-2024. 
Les conseillers économiques et sociaux régionaux sont répartis en quatre collèges :
- un tiers de représentants des entreprises et activités professionnelles non salariées de la région ;
- un tiers de représentants des organisations syndicales représentatives sur le plan national ;
- un tiers de représentants des organismes et associations qui participent à la vie collective de la région ;
- s’y ajoutent des personnalités qui, en raison de leurs activités ou de leur qualité, concourent au développement de la région : elles sont désignées par le préfet de région et représentent environ 5 % du nombre de total des conseillers.

Les conseillers économiques et sociaux régionaux élisent leur président d’assemblée et se réunissent plusieurs fois par an en séance plénière et travaillent dans des commissions spécialisées dont le nombre et les compétences varient d’une région à l’autre. 
À la différence des conseils économiques et sociaux nationaux qui existent dans plus de cinquante pays dans le monde, les conseils économiques et sociaux régionaux français n’ont, en Europe, pour l’instant, d’équivalents qu’en Espagne et en Belgique.

## Rémunération et indemnités des membres desCESER
La rémunération des membres des CESER varie selon les régions, et représente en moyenne la moitié des indemnités perçues par les conseillers régionaux élus de la même région. Pour les membres des CESER, elle ne peut excéder 45 % de l’indemnité d’un conseiller régional de la même région (article R. 4134-24) et pour le président 50 % de l’indemnité du président du conseil régional (article R. 4134-25).

« Les membres du conseil économique, social et environnemental régional perçoivent pour l’exercice effectif de leurs fonctions une indemnité fixée par le conseil régional dans la limite d’un plafond mensuel déterminé par référence aux indemnités maximales prévues pour les membres du conseil régional par les articles L. 4135-16 et L. 4135-17. Cette indemnité est modulée en fonction de la présence des membres aux réunions du conseil ou de ses formations et de leur participation à ses travaux.
Un décret en Conseil d’État définit les modalités d’application de l’alinéa précédent.
Ils ont, en outre, droit au remboursement des frais supplémentaires pouvant résulter de l’exercice des mandats spéciaux dont ils sont chargés par leur conseil, dans les conditions prévues au dernier alinéa de l’article L. 4135-19. »

— Article L. 4134-7, Code général des collectivités territoriales.
Le rythme mensuel des réunions des CESER varie de une à quatre réunions par mois.
| Entité régionale           | Effectif | Indemnités totales | Indemnités mensuelles |
| -------------------------- | -------- | ------------------ | --------------------- |
| Auvergne-Rhône-Alpes       | 190      | 2 114 551,23 €     | 927,43 €              |
| Bourgogne-Franche-Comté    | 110      | 1 142 291,98 €     | 865,37 €              |
| Bretagne                   | 120      | 1 552 496,95 €     | 1 078,12 €            |
| Centre-Val-de-Loire        | 100      | 951 339,99 €       | 792,78 €              |
| Corse                      | 63       | 418 441,15 €       | 553,49 €              |
| Grand-Est                  | 180      | 3 609 791,99 €     | 1 671,20 €            |
| Hauts-de-France            | 170      | 1 986 368,40 €     | 973,71 €              |
| Île-de-France              | 190      | 1 938 997,06 €     | 850,44 €              |
| Normandie                  | 130      | 1 730 024,76 €     | 1 108,99 €            |
| Nouvelle-Aquitaine         | 180      | 4 002 427,18 €     | 1 852,98 €            |
| Occitanie                  | 170      | 2 555 755,17 €     | 1 252,82 €            |
| Pays-de-la-Loire           | 120      | 1 530 547,34 €     | 1 062,88 €            |
| Provence-Alpes-Côte-d’Azur | 140      | 2 050 407,04 €     | 1 220,48 €            |